# Nigeria's Next Top Model
Nigeria’s Next Top Model là một sự kiện truyền hình ở Nigeria. Ban đầu chương trình đã được lên kế hoạch là một cuộc thi thực tế nhiều tập như America's Next Top Model. Tuy nhiên, sau một nỗ lực không thành công để đạt được các quyền đối với thương hiệu nên nó được mô phỏng như là một cuộc cạnh tranh chỉ kéo dài một buổi tối. Nó đã diễn ra vào ngày 27 tháng 4 năm 2007. Sự kiện được tổ chức tại Luân Đôn. Các cô gái từ 18 đến 28 tuổi và ít nhất là 1m73 mới được phép cạnh tranh.Trong một cuộc thi hoa hậu với 15 cô gái được lựa chọn cạnh tranh để giành danh hiệu Nigeria's Next Top Model. Ở vòng đầu tiên, các cô gái bị thu hẹp xuống còn 6 và vòng thứ hai dẫn đến 3 vị trí hàng đầu. Với thành công lớn, chương trình đã có một "Mùa" thứ hai được lên kế hoạch nhưng kế hoạch tiếp theo đã không vượt qua được giai đoạn đó.
Cuối cùng, Olabimitan Adeyinka đã giành chiến thắng và cô nhận được các giải thưởng là:
- 1 hợp đồng người mẫu với Select Models ở Luân Đôn
- 1 hợp đồng người mẫu với O Model Africa ở Johannesburg
- Được chọn cho các show diễn thời trang tại Johannesburg, Cape Town, Durban và những nơi khác
- Được xuất hiện trên các tạp chí Pride, Diamond Touch, Sankofa, Ovation và True Love West Africa
- Tham gia chiến dịch từ thiện cho Heart of Africa, Save a Child
- 1 buổi chụp hình với nhiếp ảnh gia Charlotte Kibbles để tạo dựng hồ sơ người mẫu
- 1 chuyến đi tới UAE
- Xuất hiện trên sàn diễn thời trang Catwalk The World: Fashion for Food Exposition ở Johannesburg
- Trở thành người dẫn chương trình cho Screen Nation Awards
- Tham gia vào cuộc thi Mahogany Model of Colour 2008
- Nhiều buổi chụp hình quảng cáo khác

## Giám khảo
- Adoara Oleh
- Oreke
- Jan Malan (Giám khảo chính - giám đốc của Umzingeli Productions)
- Adebayo Jones (Nhà thiết thời trang của Haute Couture)
- Shevelle Rhule (Biên tập viên cho tạp chí Pride)
- Sarah Leon (Chủ quản lí người mẫu Select Models)
- Charles Thomson
- Matthew Mensah
- Sesan Awonoiki
- Stefan Lindemann (Biên tập viên cho tạp chí Grazia)
- Aneka Johnson (Nhà sáng lập của Miss Black Britain).

## Mùa
| Mùa | Phát sóng           | Quán quân           | Á quân      | Các thí sinh theo thứ tự bị loại | Tổng số thí sinh | Điểm đến quốc tế |
| --- | ------------------- | ------------------- | ----------- | --- | ---------------- | ---------------- |
| 1   | 27 tháng 4 năm 2007 | Olabimitan Adeyinka | Peace Oyibo | Lola Omotosho, Olaide Aremu, Adaora Ilobi, Sarah Erhabor, Antoniette Adesina, Folake Ayobolu, Dabota Lawson, Annette Onaolapo, Tolu Faleti, Ivie Omoregie, Asari Usang, Ugochi Ogodo, Ivie Okhions | 15               | Luân Đôn         |

## Các thí sinh
(Tuổi tính từ ngày dự thi)
| Thí sinh            | Tuổi | Chiều cao              | Quê quán                  | Bị loại ở | Hạng |
| ------------------- | ---- | ---------------------- | ------------------------- | --------- | ---- |
| Olabimitan Adeyinka | 20   | 1,78 m (5 ft 10 in)    | Lagos                     | Vòng 3    | 1    |
| Peace Oyibo         | 21   | 1,76 m (5 ft 9+1⁄2 in) | Imo                       | Vòng 3    | 2    |
| Ivie Okhions        | 22   | 1,73 m (5 ft 8 in)     | Edo                       | Vòng 3    | 3    |
| Ugochi Ogodo        | 19   | 1,70 m (5 ft 7 in)     | Ebonyi                    | Vòng 2    | 4    |
| Asari Usang         | 24   | 1,78 m (5 ft 10 in)    | Cross Rivers              | Vòng 2    | 5    |
| Ivie Omoregie       | 22   | 1,83 m (6 ft 0 in)     | Edo                       | Vòng 2    | 6    |
| Tolu Faleti         | 25   | 1,73 m (5 ft 8 in)     | Kaduna                    | Vòng 1    | 7    |
| Annette Onaolapo    | 22   | 1,73 m (5 ft 8 in)     | Kwara                     | Vòng 1    | 8    |
| Dabota Lawson       | 19   | 1,73 m (5 ft 8 in)     | Rivers                    | Vòng 1    | 9    |
| Folake Ayobolu      | 20   | 1,80 m (5 ft 11 in)    | Osun                      | Vòng 1    | 10   |
| Antoniette Adesina  | 23   | 1,70 m (5 ft 7 in)     | Ogun                      | Vòng 1    | 11   |
| Sarah Erhabor       | 20   | 1,73 m (5 ft 8 in)     | Federal Capital Territory | Vòng 1    | 12   |
| Adaora Ilobi        | 19   | 1,78 m (5 ft 10 in)    | Anambra                   | Vòng 1    | 13   |
| Olaide Aremu        | 21   | 1,71 m (5 ft 7+1⁄2 in) | Oyo                       | Vòng 1    | 14   |
| Lola Omotosho       | 22   | 1,65 m (5 ft 5 in)     | Ekiti                     | Vòng 1    | 15   |